# Sarcophaga tsintaoensis
Sarcophaga tsintaoensis är en tvåvingeart som först beskrevs av Ye 1965.  Sarcophaga tsintaoensis ingår i släktet Sarcophaga och familjen köttflugor. Inga underarter finns listade i Catalogue of Life.